# Mae Klong
De Mae Klong (Thai: แม่น้ำ แม่ กลอง, RTGS: Maenam Mae Klong, fonetisch: mɛ̂ːnáːm mɛ̂ː klɔ̄ːŋ) is een rivier in het westen van Thailand. De rivier begint in de provincie Kanchanaburi bij de stad Kanchanaburi door de samenvloeiing van de rivieren Khwae Yai (grote Kwai) en Khwae Noi (kleine Kwai). Deze rivieren hebben hun oorsprong in de oostelijke heuvels van Tanintharyi, een regio in Myanmar aan de grens met Thailand, beter bekend onder de oude naam Tenasserim. De rivier stroomt vervolgens zuidoostwaarts en mondt uit in de Golf van Thailand bij Samut Songkhram. De rivier is 132 kilometer lang.

## Klimaat
Het stroomgebied van de Mae Klong heeft een tropisch savanneklimaat en is onderhevig aan twee grote thermische systemen: de zuidwestelijke en de noordoostelijke moesson. De zuidwestelijke moesson brengt vanaf mei vocht uit de Indische Oceaan en eindigt met hevige regenval in september en oktober. Deze zware regens worden in deze laatste twee maanden aangevuld met cyclonen uit de Zuid-Chinese Zee. De opkomende wind van de noordoostelijke moesson maakt vanaf november een einde aan deze regenval. Bijna 80% van de jaarlijkse neerslag in het bekken vindt plaats van mei tot oktober. De totale jaarlijkse regenval varieert van 1000 millimeter aan de kust tot 2400 millimeter op grotere hoogte. De temperaturen in het bekken variëren van minima van 18 °C tot een maximum van 38 °C.

## Milieu
In september 2016 stierven 45 reuzenzoetwaterpijlstaartroggen in de Mae Klong-rivier. Autoriteiten vermoedden aanvankelijk dat vervuiling de oorzaak was. Later bleek dat tussen 1 en 7 oktober 2016 melasse uit de Rajburi Ethanol Co-fabriek in het district Ban Pong, provincie Ratchaburi, in de rivier was gelekt. Laboratoriumtests bevestigden dat hoge ammoniakwaarden, veroorzaakt door de melasse, verantwoordelijk waren voor de sterfte van de roggen. De Pollution Control Department en het Fisheries Department hebben het bedrijf aangeklaagd en eisen een schadevergoeding van bijna 6 miljoen baht voor de milieuschade.